# Лісіцина Ольга Іванівна
Ольга Іванівна Лісіцина — українська вчена у галузях зоології та паразитології, фахівець з акантоцефал, кандидат біологічних наук, старший науковий співробітник відділу паразитології Інституту зоології НАН України. Авторка монографії у серії «Фауна України» та значної кількості статей у провідних міжнародних журналах, зокрема таких як «Systematic Parasitology», «Parasitology Research» тощо. Описала близько 10 нових для науки видів акантоцефал та інших гельмінтів.

## Найважливіші публікації

### Книжки
- Лисицына О. И., Мирошниченко А. И. Каталог гельминтов позвоночных Украины. Акантоцефалы. Моногенеи. — Киев: Институт зоологии НАН Украины, 2008. — 138 c.
- Лисицына О. И. Фауна Украины. Том 31. Акантоцефалы (Acanthocephala). — Киев: Наукова думка, 2019. — 224 c.

### Статті
- Sharpilo V.P., Kornyushin V.V., Lisitsina O.I. 1979. Batrachotaenia carpatica sp. n. (Cestoda, Ophiotaeniidae) a new species of proteocephalid cestodes from amphibians of Europe. Helminthologia. 16. 259—264.
- Пароконный А. С., Шарпило В. П., Лисицына О. И. Polystoma viridis Euzet, Combes et Batchvarov, 1974 (Monogenea, Polystomatidae) — новый вид в фауне СССР [Архівовано 6 березня 2022 у Wayback Machine.]. Вестник зоологии. 1981. 3. 87-89.
- Лисицына О. И., Шарпило В. П. О закономерностях географического распространения некоторых видов акантоцефал родов Centrorhynchus и Sphaerirostris на территории СССР [Архівовано 10 березня 2022 у Wayback Machine.]. Вестник зоологии. 1984. 5. 7-9.
- Ткач В. В., Шарпило В. П., Лисицына О. И. Редкие и малоизвестные виды трематод (Trematoda, Pleurogenidae, Lecithodendriidae) рукокрылых фауны СССР. Вестник зоологии. 1985. 6. 6-10.
- Лисицына О. И. Экспериментальное изучение скорости миграции цистакантов Sphaerirostris teres (Acanthocephala, Centrorhynchidae) в паратеническом хозяине [Архівовано 10 березня 2022 у Wayback Machine.]. Вестник зоологии. 1991. 1. 72-73.
- Лисицына О. И. Акантоцефалы рода Plagiorhynchus (Acanthocephala, Plagiorhynchidae) фауны Украины с описанием нового вида [Архівовано 21 квітня 2017 у Wayback Machine.]. Вестник зоологии. 1992. 3. 3-8.
- Лисицына О. И. Жизненный цикл Prosthorhynhus cylindraceus (Acanthocephala, Plagiorhynchidae) в Палеарктике [Архівовано 24 серпня 2019 у Wayback Machine.]. Вестник зоологии. 1993. 1. 43-48.
- Лисицына О. И. Скребни рода Mediorhynchus (Acanthoeephala) — паразиты птиц фауны Украины [Архівовано 24 серпня 2019 у Wayback Machine.]. Вестник зоологии. 1994. 3. 12-18.
- Lisitsina O.I., Tkach V.V. Morphology of cystacanths of some acanthocephalans from aquatic and terrestrial intermediate hosts in the Ukraine. Helminthologia. 1994. 31 (1/2). 83-90.
- Флюнт Р. Б., Лисицына О. И. Обнаружение у форели паразита амфибий — Acanthocephalus falcatus (Acantoccphala, Echimorhynchidae) [Архівовано 6 березня 2022 у Wayback Machine.]. Вестник зоологии. 1995. 1. 67-70.
- Шарпило В. П., Сонин М. Д., Лисицына О. И. Паратонический паразитизм: распространение и закономерности проявления [Архівовано 24 серпня 2019 у Wayback Machine.]. Вестник зоологии. 1996. 6. 3-12.
- Шарпило В. П., Корнюшин В. В., Лисицына О. И. Об эволюционной консервативности жизненных циклов акантоцефалов и связи этого явления с широкой распространенностью у них паратонического паразитизма [Архівовано 29 жовтня 2019 у Wayback Machine.]. Вестник зоологии. 1998. 32. 12-17.
- Вакаренко Е. Г., Лисицына О. И. Цистакант Acanthocephalus falcatus (Acanthocephala, Echinorhynchidae) из нового промежуточного хозяина — мокрицы Ligidium hypnorum (Isopoda, Ligiidae) [Архівовано 24 серпня 2019 у Wayback Machine.]. Вестник зоологии. 2001. 35 (6): 67-69.
- Krasnoshchekov G. P., Lisitsyna O. I. On the migration of cystacanths Sphaerirostris picae(Acanthocephala, Centrorhynchidae) in paratenic host Lacerta agilis, histopathology [Архівовано 26 липня 2018 у Wayback Machine.]. 2009. Vestnik Zoologii. 43 (5). 433—440.
- Lisitsyna O.I. Morphological variability of Plagiorhynchus (Prosthorhynchus) cylindraceus (Acanthocephala, Plagiorhynchidae) and its importance in assessment of taxonomy structure of the subgenus [Архівовано 29 жовтня 2019 у Wayback Machine.]. Vestnik Zoologii. 2010. 44 (6). 233—242.
- Lisitsyna O.I. First finding of acanthocephalans Arhythmorhynchus invaginabilis, Southwellina hispida (Acanthocephales, Polymorphidae), Plagiorhynchus (Plagiorhynchus) odhneri (Acanthocephales, Plagiorhynchidae) in the intermediate hosts [Архівовано 3 квітня 2018 у Wayback Machine.]. Vestnik Zoologii. 2011. 45 (4). 291—298.
- Лисицына О. И., Киселюк А. И., Чумак В. О. Первая регистрация в фауне Украины Acanthocephalus clavula и A. gracilacanthus (Acanthocephales: Echinorhynchidae), паразитов пресноводных рыб. Науковий вісник Ужгородського університету. Серія Біологія. 2011. 30. 87-90.
- Lisitsyna O. I., Tkach V. V., Bush S. E. New records of acanthocephalans from birds in the Philippines with a description of a new Porrorchis species and identification keys for the genus. The Journal of Parasitology. 2012. 1176—1184.
- Skorobrechova E.M., Nikishin V.P., Lisitsyna O.I. Structure of capsule around acanthocephalan Corynosoma strumosum from uncommon paratenic hosts—lizards of two species. Parasitology Research. 2012. 110 (1). 459—467.
- Kuzmina T.A., Lisitsyna O.I., Lyons E.T., Spraker T.R., Tolliver S.C. Acanthocephalans in northern fur seals (Callorhinus ursinus) and a harbor seal (Phoca vitulina) on St. Paul Island, Alaska: species, prevalence, and biodiversity in four fur seal subpopulations. Parasitology Research. 2012. 111 (3). 1049—1058.
- Tkach V. V., Lisitsyna O. I., Crossley J. L., Binh T. T., Bush S. E. Morphological and molecular differentiation of two new species of Pseudoacanthocephalus Petrochenko, 1958 (Acanthocephala: Echinorhynchidae) from amphibians and reptiles in the Philippines, with identification key for the genus. Systematic Parasitology. 2013. 85 (1). 11-26.
- Lisitsyna O., Scholz T., Kuchta R. Sharpilosentis peruviensis n. g., n. sp. (Acanthocephala: Diplosentidae) from freshwater catfishes (Siluriformes) in the Amazonia. Systematic Parasitology. 2015. 91(2). 147—155.
- Lisitsyna O.I., Greben O.B. Acanthocephalans of the Genus Centrorhynchus (Palaeacanthocephala, Centrorhynchydae) from birds of Ukraine with the description of a new species. Vestnik Zoologii. 2015. 49 (3). 195—210.
- Kuzmina T. A., Spraker T. R., Kudlai O., Lisitsyna O. I., Zabludovskaja S. O., Karbowiak G., Fontaine C., Kuchta R. Metazoan parasites of California sea lions (Zalophus californianus): A new data and review. International Journal for Parasitology: Parasites and Wildlife. 2018. 7 (3). 326—334.
- Lisitsyna O.I., Kudlai O., Spraker T.R., Kuzmina T.A. New Records on Acanthocephalans from California Sea Lions Zalophus californianus (Pinnipedia, Otariidae) from California, USA. Vestnik Zoologii. 2018. 52 (3). 181—192.
- Lisitsyna O.I., Kudlai O., Spraker T.R., Tkach V.V., Smales L.R., Kuzmina T.A. Morphological and molecular evidence for synonymy of Corynosoma obtuscens Lincicome, 1943 with Corynosoma australe Johnston, 1937 (Acanthocephala: Polymorphidae). Systematic Parasitology. 2019. 96 (1). 95-110.
- Lisitsyna O.I., Kudlai O., Smit N.J., Cribb T.H. Three new species of acanthocephalans (Palaeacanthocephala) from marine fishes collected off the East Coast of South Africa [Архівовано 23 грудня 2019 у Wayback Machine.]. Folia Parasitologica. 2019. 66.

## Описані види
- Ophiotaenia carpathica (Sharpilo, Kornyushin & Lisitsina, 1979) (Cestoda)
- Plagiorhynchus ponticus Lisitsina, 1992 (Acanthocephala)
- Porrorchis kinsellai Lisitsyna, Tkach & Bush, 2012 (Acanthocephala)
- Pseudoacanthocephalus nickoli Tkach, Lisitsyna, Crossley, Binh & Bush, 2013 (Acanthocephala)
- Pseudoacanthocephalus smalesi Tkach, Lisitsyna, Crossley, Binh & Bush, 2013 (Acanthocephala)
- Centrorhynchus polissiensis Lisitsyna & Greben, 2015 (Acanthocephala)
- Sharpilosentis peruviensis Lisitsyna, Scholz & Kuchta, 2015 (Acanthocephala)
- Rhadinorhynchus gerberi Lisitsyna, Kudlai, Smit & Cribb, 2019 (Acanthocephala)
- Pararhadinorhynchus sodwanensis Lisitsyna, Kudlai, Smit & Cribb, 2019 (Acanthocephala)
- Transvena pichelinae Lisitsyna, Kudlai, Smit & Cribb, 2019 (Acanthocephala)